# キューネ・アンド・ナーゲル
キューネ・アンド・ナーゲル（独: Kuehne + Nagel International AG und Co.）は、スイス・シュヴィーツ州のシンデレギ（Schindellegi）に本社を置くフォワーダー企業である。世界100カ国以上の地域で、海上・航空輸送を中心としたロジスティクスソリューションを提供している。スイス証券取引所上場企業（SIX: KNIN）。

## 沿革
1890年、August KühneとFriedrich Nagelにより、ドイツ・ブレーメンで設立、当初は綿の輸送に従事していたが、20世紀に入ると港湾都市のハンブルクに拠点を設け商圏を拡げた。Friedrich Nagelの死後はAugust Kühneとその親族が会社を引き継いだ。第二次世界大戦中はナチス・ドイツに協力し、1942年に開始されたユダヤ人を対象とする略奪作戦「M-Aktion」では、家具等の輸送における主導的な役割を持った。ナチス時代の過去に関して、2015年3月、キューネ・アンド・ナーゲルは、恥ずべき歴史とする声明を公式に発表した。戦争を通じて物流施設の大部分が破壊されたが程なく復興し、1950年代に入るとカナダや南米に拠点を設置、1969年に会社の主要機能をブレーメンからスイスのSchindellegiへ移動、1976年に本社を同地へ正式に移転した。
1990年に東ドイツの同業Deutransを買収、冷戦終了後は北欧やロシアに拠点を拡大し、1994年5月、スイス証券取引所に上場した。2001年5月、アメリカ・コネチカット州を拠点とするUSCO Logistics Inc.を買収、2013年9月、ドイツの鉄道貨物輸送業者のVTGとの合弁でVTG Rail Logisticsを設立した。2017年7月、アメリカの生鮮品輸送業者のCommodity Forwarders Inc.を買収、この買収によって、アメリカの航空フォワーダー業界において有数のシェアを獲得した。今日のキューネ・アンド・ナーゲルは、世界100カ国以上で1200カ所以上の拠点を開設、また7万人以上の従業員を持ち、船舶部品輸送や生鮮食品、医療・医薬品などの幅広い品目で、また契約物流から展示会・イベント輸送に至る物流ソリューションサービスを行う多国籍企業に成長している。

## 日本法人
日本では1982年から事業を展開し、東京本社（東京イースト21）のほか、大阪・名古屋・福岡など各地に拠点を持つ。